# Jaguar XJ220
Pour les articles homonymes, voir Jaguar XJ220 (jeu vidéo) et Jaguar (homonymie).
La Jaguar XJ220 est une supercar du constructeur automobile britannique Jaguar, produite de 1992 à 1994.

## Histoire
À la suite de sa victoire aux 24 Heures du Mans 1988 et du prestige retrouvé, Jaguar se décide à rejoindre le cercle très fermé des créateurs de supercars. La marque anglaise a dans sa ligne de mire la Ferrari F40, qui règne sur les supercars à l'époque. La XJ220 est née. C'est un modèle de sport et de prestige pour la marque Jaguar. Elle était vendue environ 4 millions de francs[Où ?]. La XJ 220 est dévoilée au Salon de Birmingham à l'automne 1988.

## Origines
Aux débuts de la compagnie, certains employés de Jaguar avaient créé un groupe de réunion qu'ils appelaient « le club de samedi », ainsi appelé parce qu'ils se réunissaient après les heures de travail et particulièrement les week-ends, à travailler sur des projets plus « officieux » qu'« officiels ».
Dans les années 1980, l'ingénieur en chef de Jaguar Jim Randle, en tant qu'élément de ce groupe, a commencé le travail sur ce qu'il a vu comme une concurrente des supercars de l'époque, telles la Ferrari F40 ou la Porsche 959. Il a envisagé ce qui était essentiellement une Jaguar XJ13 mise à jour et équipée d'un moteur V12. Randle a examiné les modifications nécessaires (il commandera des roues adaptées, pour une traction accrue et un meilleur comportement routier…), afin que la voiture puisse atteindre sans risque des vitesses importantes. Dès le début, l'intention était de créer un véhicule capable de dépasser les 200 mph, environ 320 km/h.

## Concept car

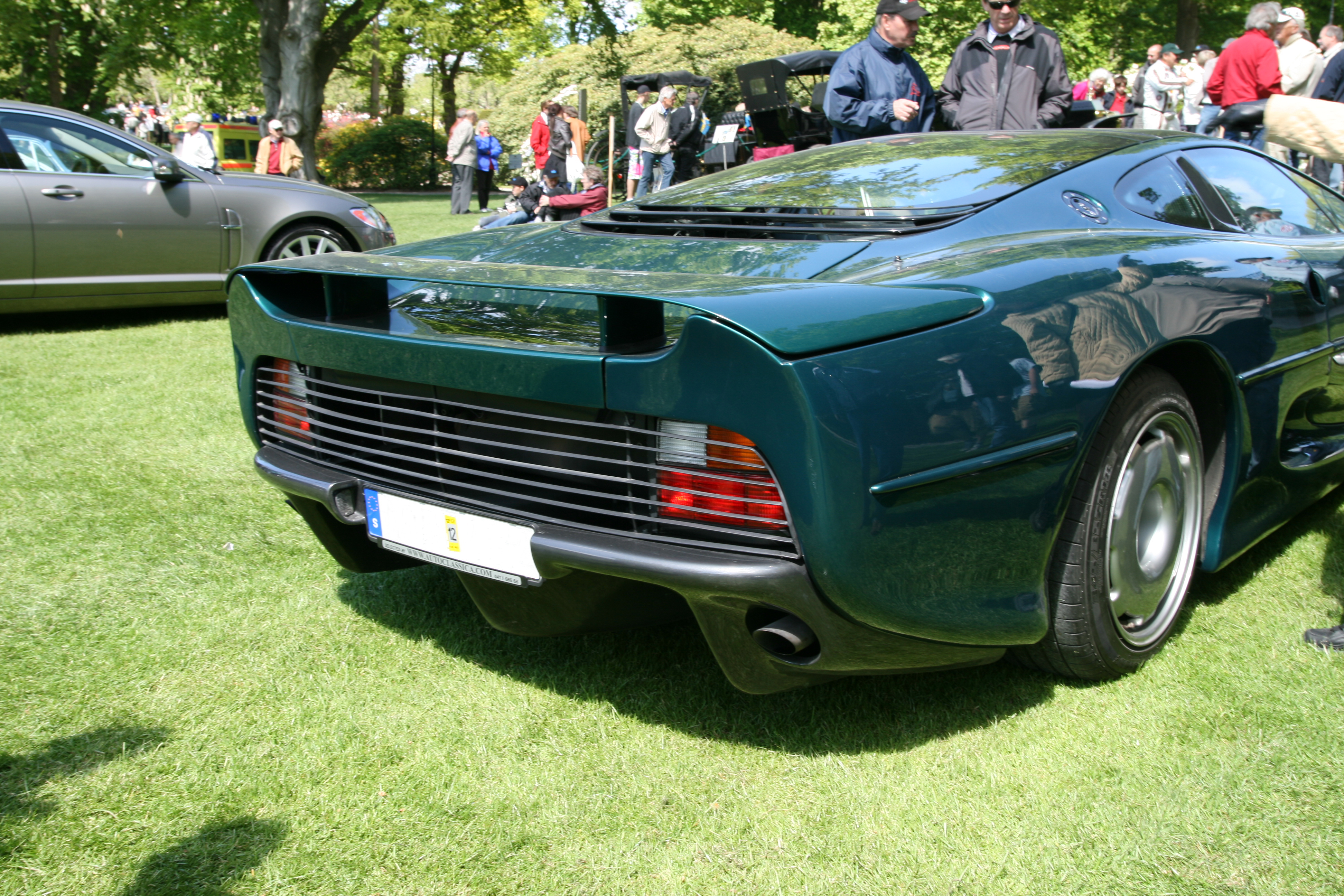
Arrière de la Jaguar XJ220.

Des cadres de Jaguar, qui ont vu le concept, ont été suffisamment impressionnés pour avoir eu envie d'investir des ressources en vue de produire une voiture pour le Salon de l'Automobile anglais de 1988.
Tom Walkinshaw a été emballé par l'idée de produire des versions 6,2 litres du moteur V12 légendaire de Jaguar, avec quatre soupapes par cylindre, pour un résultat souhaité de 500 chevaux. La dénomination de cette future Jaguar est des plus claires : XJ220 pour 220 mph (miles per hour), soit près de 350 km/h. C'est l'objectif de vitesse maximale recherché par Randle pour « son » coupé biplace à châssis monocoque.
Comparé à d'autres véhicules de course de Jaguar, comme la XJR-9, le prototype était sensiblement plus lourd, pesant 1 560 kg.

## Supercar

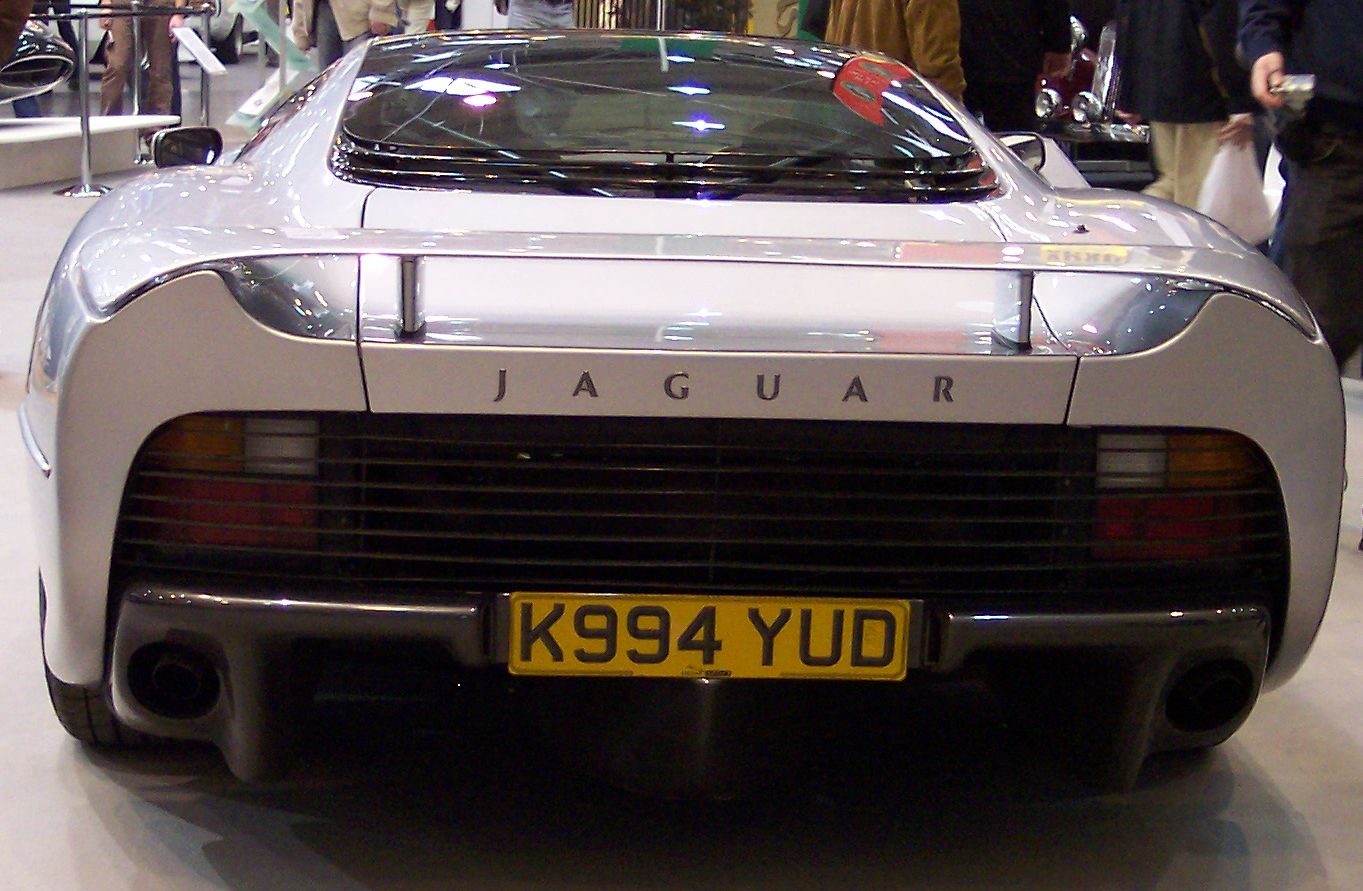
Vue arrière.

À l'origine propulsée par le moteur V12, qui se révèle beaucoup trop lourd et encombrant, cette jaguar sera finalement équipée d'un V6 bi-turbo de 3 498 cm³, développant une puissance de 549 ch pour un poids contenu de 1 370 kg.
Avec une telle puissance, cette Jaguar pouvait atteindre une vitesse de pointe de 341,6 km/h et accomplissait l'exercice du 0 à 100 km/h en 3,9 secondes. Des performances qui peuvent s'expliquer également par une ligne au profil très aérodynamique, avec un Cx de 0,36.
La voiture a été officiellement annoncée en 1989, avec un prix de vente de 361 000 £[Où ?]. Puisque Jaguar avait promis de limiter la production initiale à 220 unités et que la production totale ne dépasserait pas les 350 exemplaires, beaucoup de ceux qui avaient mis des « avances » sur les voitures à venir étaient des spéculateurs, qui avaient l'intention de les revendre rapidement dans le but de faire un bénéfice immédiat.
Malgré un prix plutôt exorbitant, les commandes affluent chez Jaguar Sport, filiale construisant les XJ 220 au rythme de deux voitures par semaine. Cependant, non homologuée aux États-Unis, son principal marché de vente disparaît. Les XJ220 version GT continueront tout de même de réaliser de belles prestations aux 24 Heures du Mans.

## Cinéma et jeux vidéo
On peut la retrouver dans le film 60 secondes chrono ou dans de nombreux jeux vidéo, tels que Jaguar XJ220, Car Mechanic Simulator 2021, The Need for Speed, GT Racing 97, Gran Turismo, Test Drive Unlimited ou Forza Horizon 4.